# Rajyapala
Rajyapala († 940) war der achte Kaiser der Pala-Dynastie. Er trat die Nachfolge seines Vaters Narayanapala an. Er regierte ab 908 32 Jahre lang. Die Bargaon-Inschrift ist auf sein 24. Regierungsjahr datiert. Er war mit Bhagyadevi, einer Prinzessin der Rashtrakuta, verheiratet. Sein Nachfolger war sein Sohn Gopala II.